# 三亚航空站
三亚航空站为中国人民解放军海军航空兵位于三亚的一处航空基地，临近三亚湾。主要用于舰载直升机的停放和维护保养，机场始建于1938年，在1961年-1994年为军民合用机场。

## 概况
1939年，日军为运送兵员及战备物资需要，在榆林港以西方向10公里处建设水陆两栖机场，机场建成后拥有两条跑道，其中主跑道长1400米、宽60米；副跑道长1000米、宽55米并与主跑道交叉。
1945年日本投降后，机场使用频率极少，50年代初弃用机场。1954年，中国人民解放军组织民工800余人，对跑道、滑行道、停机坪进行修复并加装夜间航行设施，1955年4月完工并投入使用，机场修复后飞行保障能力相应提高，可满足17吨以下运输机起降。
1961年民航在三亚机场开始运营，自此开始成为军民合用机场。但因运营困难于1963-1984年停止民航运营。1986年将跑道加长至1750米并新建3000平米集售票、候机、宾馆、办公为一体的民航综合楼，扩建后机场达到3C级标准。但因跑道厚度与强度不够，不能保障波音737起降，仅能使用运-7及以下小型飞机起降。
1994年三亚凤凰国际机场投入使用，民航停止在三亚航空站的飞行活动。